# Work It (película)
Work It (en español Work It: al ritmo de los sueños) es una película de comedia musical estadounidense de 2020 dirigida por Laura Terruso y producida por Alicia Keys, Leslie Morgenstein y Elysa Koplovitz Dutton. La película está protagonizada por Sabrina Carpenter, Liza Koshy, Keiynan Lonsdale, Michelle Buteau y Jordan Fisher. Fue estrenada el 7 de agosto de 2020 por la plataforma de videodemanda Netflix.

## Sinopsis
Cuando la admisión de Quinn Ackerman a la Universidad Duke, la universidad de sus sueños, depende de su actuación en una competencia de baile, forma un grupo heterogéneo de bailarines para enfrentarse al mejor equipo de la escuela; ahora solo necesita aprender a bailar.

## Reparto
- Sabrina Carpenter como Quinn Ackerman.[1]
- Liza Koshy como Jasmine Hale.
- Keiynan Lonsdale como Isaiah "Julliard" Pembroke.
- Michelle Buteau como Veronica Ramirez.
- Jordan Fisher como Jake Taylor.
- Drew Ray Tanner como Charlie.
- Jayne Eastwood como Ruthie (hogar de ancianos).
- Naomi Snieckus como Maria Ackerman.
- Briana Andrade-Gomes como Trinidad.
- Kalliane Bremault como Brit Turner.
- Bianca Asilo como Cuervo.
- Neil Robles como Chris Royo.
- Nathaniel Scarlette como DJ Tapes.
- Tyler Hutchings como Robby G.
- Indiana Mehta como Priya Singh.

## Producción
El 2 de abril de 2019, Adam Fogelson de STX anunció la película junto con la producción de Alicia Keys. El 2 de mayo de 2019, se anunció que Sabrina Carpenter, Liza Koshy y Keiynan Lonsdale protagonizarían la película. Laura Terruso fue anunciada como directora y que Terruso reescribiría la película a partir de un guion original de Alison Peck, con Elysa Koplovitz Dutton Leslie Morgenstein de Alloy Entertainment produciendo la película junto a Keys. El 2 de julio de 2019, Drew Ray Tanner, Michelle Buteau y Jordan Fisher se unieron al elenco y se anunció que Netflix distribuiría la película. También se anunció ese día que Carpenter también se desempeñaría como productor ejecutivo.
La filmación tuvo lugar de junio de 2019 a agosto de 2019 en el campus de la Universidad de Toronto St. George en Toronto, Canadá y en el campus de la Universidad Estatal de California, Northridge en Los Ángeles en diciembre de 2019.

## Lanzamiento
Work It fue estrenada por Netflix el 7 de agosto de 2020. Fue la película más vista en su fin de semana de debut.

## Recepción
En el agregador de reseñas Rotten Tomatoes, la película tiene un índice de aprobación del 85% basado en 20 reseñas, con una calificación promedio de 6.18 / 10. En Metacritic, la película tiene un puntaje promedio ponderado de 58 sobre 100, basado en nueve críticos, lo que indica "críticas mixtas o promedio".